# France au Concours Eurovision de la chanson 2000
La France a participé au Concours Eurovision de la chanson 2000 à Stockholm, en Suède. C'est la 43e participation de la France au Concours Eurovision de la chanson.
Le pays est représenté par Sofia Mestari et la chanson On aura le ciel, sélectionnés via une finale nationale organisée par France 3.

## Sélection
France 3 choisit l'artiste et la chanson pour représenter la France au Concours Eurovision de la chanson 2000 au moyen d'une finale nationale.
L'émission de la sélection nationale, présentées par Julien Lepers et Karen Cheryl, a eu lieu le 15 mars 2000 à l'Olympia à Paris.
Quatorze chansons ont participé à l'émission. La chanson se qualifiant pour l'Eurovision 2000 est choisie au moyen du télévote et le vote d'un jury. Seules les trois premières chansons dans le classement furent annoncées. 

### Finale nationale
| Ordre | Artiste          | Chanson                               | Place |
| ----- | ---------------- | ------------------------------------- | ----- |
| 1     | Jenny Zana       | Tendresses                            | -     |
| 2     | Stéphane Godsend | Nous deux                             | -     |
| 3     | Ebony            | L'amour en noir et blanc              | -     |
| 4     | Christophe Sarti | C'est une très belle histoire d'amour | -     |
| 5     | ZH               | Tu en fais trop                       | -     |
| 6     | Sofia Mestari    | On aura le ciel                       | 1     |
| 7     | Orijin           | Autour de toi                         | 3     |
| 8     | Gildas Thomas    | Pense à moi                           | -     |
| 9     | Hologramme       | Avec des gants                        | -     |
| 10    | Aïden Aleksander | Maintenant                            | -     |
| 11    | Jessica Ferley   | Espoir                                | 2     |
| 12    | Guillaume Eyango | Libérez                               | -     |
| 13    | Mademoiselle     | SOS                                   | -     |
| 14    | Soundkaïl        | Jeunes solidaires                     | -     |

## À l'Eurovision

### Points attribués par la France
| 12 points | Turquie   |
| 10 points | Allemagne |
| 8 points  | Croatie   |
| 7 points  | Danemark  |
| 6 points  | Israël    |
| 5 points  | Russie    |
| 4 points  | Irlande   |
| 3 points  | Lettonie  |
| 2 points  | Pays-Bas  |
| 1 point   | Suède     |

### Points attribués à la France
| 12 points | 10 points | 8 points | 7 points   | 6 points |
| --------- | --------- | -------- | ---------- | -------- |
|           |           |          |            |          |
| 5 points  | 4 points  | 3 points | 2 points   | 1 point  |
|           |           | - Russie | - Pays-Bas |          |

Sofia Mestari interprète On aura le ciel en 5e position lors du concours suivant l'Estonie et précédant la Roumanie. Au terme du vote final, la France termine 23e sur 24 pays avec 5 points, dont trois de la Russie et deux des Pays-Bas,.

## Carte postale
L'édition 2000, la carte postale débutaient par une vue des coulisses de la scène. L’on voyait la représentante estonienne, Ines qui sortent saluer la représentante française, Sofia Mestari qui entre sur scène. S’ensuivait une vidéo mettant en avant la présence du pays dans la vie quotidienne depuis une discothèque à Stockholm en Suède tel qu'un objet, dont un Casque DJ portant a un DJ sur sa tête. A la fin, le mot "Club Music from France" avec une flèche a côté de l'objet.